# BVP-1
BVP-1 (Bojové vozidlo pěchoty) je v Československu licenčně vyráběné sovětské lehké bojové pásové vozidlo BMP-1. Vozidlo disponuje malou pancéřovou ochranou, vysokou pohyblivostí a mohutnou výzbrojí. Tvořilo základ motostřeleckých jednotek. První stroje ověřovací série byly vyrobeny roku 1968 a oproti sovětskému originálu došlo během krátké doby k několika konstrukčním změnám. Sériově se začaly obrněnce vyrábět roku 1970 a do roku 1989 bylo vyrobeno 17 295 kusů BVP, které se vyvážely do SSSR a tehdejších socialistických a rozvojových spřátelených zemí.
BVP-1 se v ČSSR vyráběly v ZŤS Dubnica nad Váhom ( pro SSSR) a v PPS Detva ( pro ČSLA a další země).

## Popis
Bojové vozidlo pěchoty (BVP) (můžete se setkat i s označením OT-90) je vozidlo nadčasové konstrukce s vysokou pohyblivostí a výbornými manévrovacími schopnostmi, vybavené mohutnými zbraněmi a pancéřovou ochranou. Zvyšuje palebnou sílu a manévrovací schopnost mechanizovaných jednotek na bojišti a to i v případě použití zbraní hromadného ničení. BVP je určené pro zvýšení pohyblivosti a palebné síly motorizovaných jednotek a k ničení obrněných cílů a živé síly protivníka.

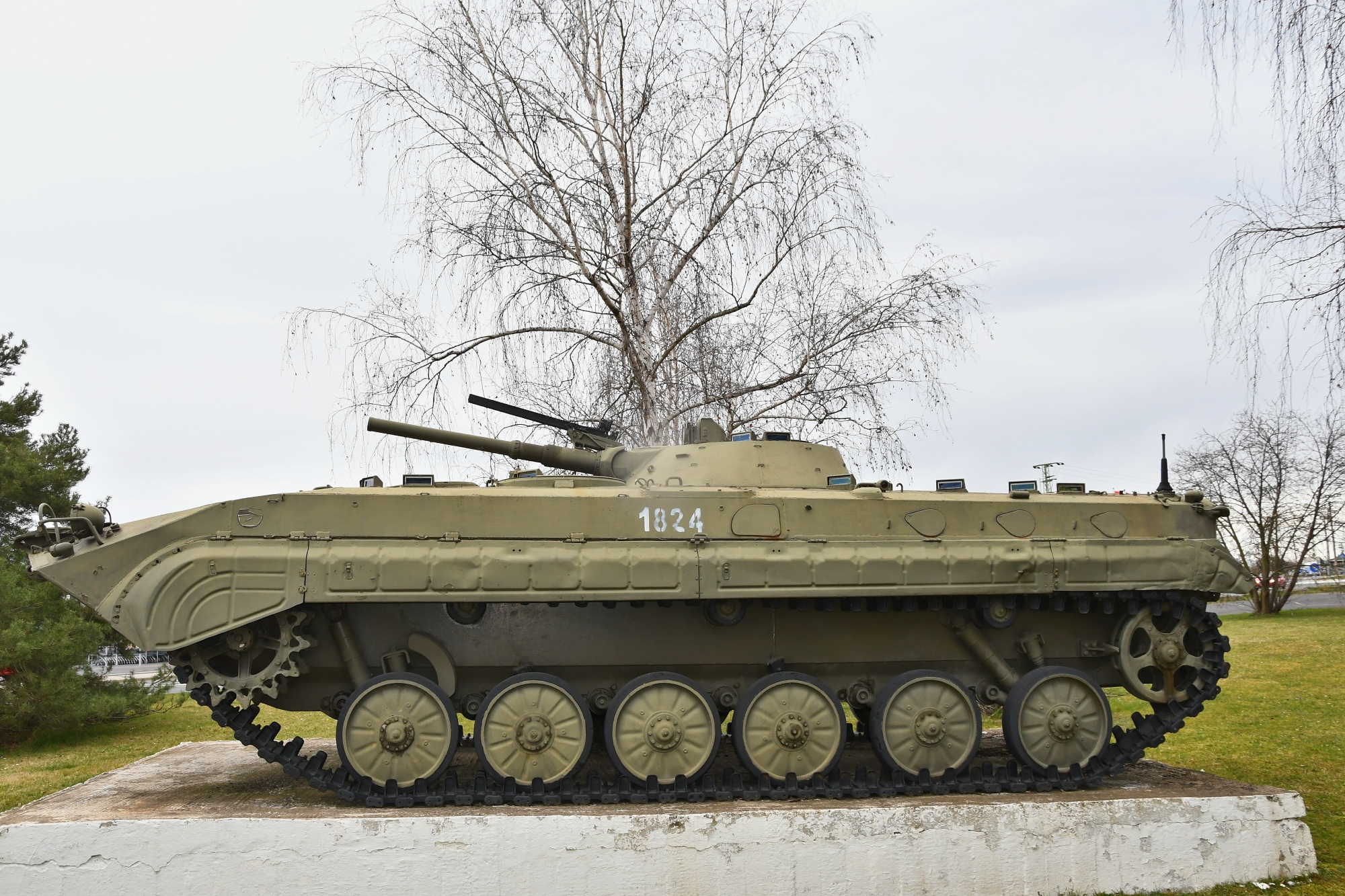
Bojové vozidlo pěchoty stojící od roku 2010 před žateckými kasárnami.

Vozidlo je vyzbrojeno 73mm kanónem vz. 71, spřaženým 7,62mm tankovým kulometem PKT a odpalovacím zařízením protitankových řízených střel 9K11 Maljutka (tento typ reaktivních raket dokáže bez sebemenších potíží probíjet i boční pancíře novodobých tanků [zdroj?]). Kanón je nízkotlaký s hladkým vývrtem a dvěma typy nábojů PG-15V a OG-15V. Náboj PG-15V se skládá z malé prachové (výmetné) nábojky PG-15P a reaktivní střely PG-9 s kumulativním účinkem (protipancéřový). V podstatě se jedná o raketu vymetenou poměrně malou prachovou náplní. Po opuštění hlavně se zažehne raketový motor a vyklopí stabilizační křidélka, která střelu stabilizují po celé dráze letu. Křidélky je střele udělena i rotace, avšak ne z důvodu stabilizace, ale z důvodu vykompenzování výrobních nerovností, které by měly jinak vliv na přesnost palby. Druhým typem náboje je OG-15V, který se také skládá z malé prachové nábojky PG-15P a tříštivé střely OG-9. Tato střela však na rozdíl od předešlé nemá raketový motor a má pevná stabilizační křidélka. OG-15V nebyl nikdy zaveden do ČSLA. Nabíjení je automatické, střelec volí typ střely a nabíjecí mechanizmus podle kódu na těle střely vybere správný typ.
V bočnicích a zadních dveřích jsou umístěny střílny pro dva kulomety a sedm samopalů. BVP má dále instalováno zařízení na tvorbu neprůhledné dýmové clony. BVP-1 díky svému pancéřování, hermetickému utěsnění korby a filtroventilačnímu zařízení tvoří spolehlivou ochranu osádky před účinky tlakové vlny a pronikavé radiace v případě použití jaderných zbraní, před účinky chemických a bakteriologických zbraní, před radioaktivním prachem při pohybu vozidla v zamořeném terénu. Podvozek BVP se také stal základem nových i zcela odlišných zbraňových systémů, slouží např. jako vyprošťovací pásové vozidlo nebo jako průzkumné pásové vozidlo BPzV Svatava, radiový vůz Bečva, dělostřelecké pozorovací komplety Sněžka a Los, 120mm samohybný minomet PRAM a obrněný transportér OT-90 (náhrada věže s kanonem za věžičku se 14,5mm kulometem).

## Ostatní technické údaje
- osádka: 3 osoby
- výsadek: 8 osob
- hmotnost: 13 tun
- světlost 370 mm

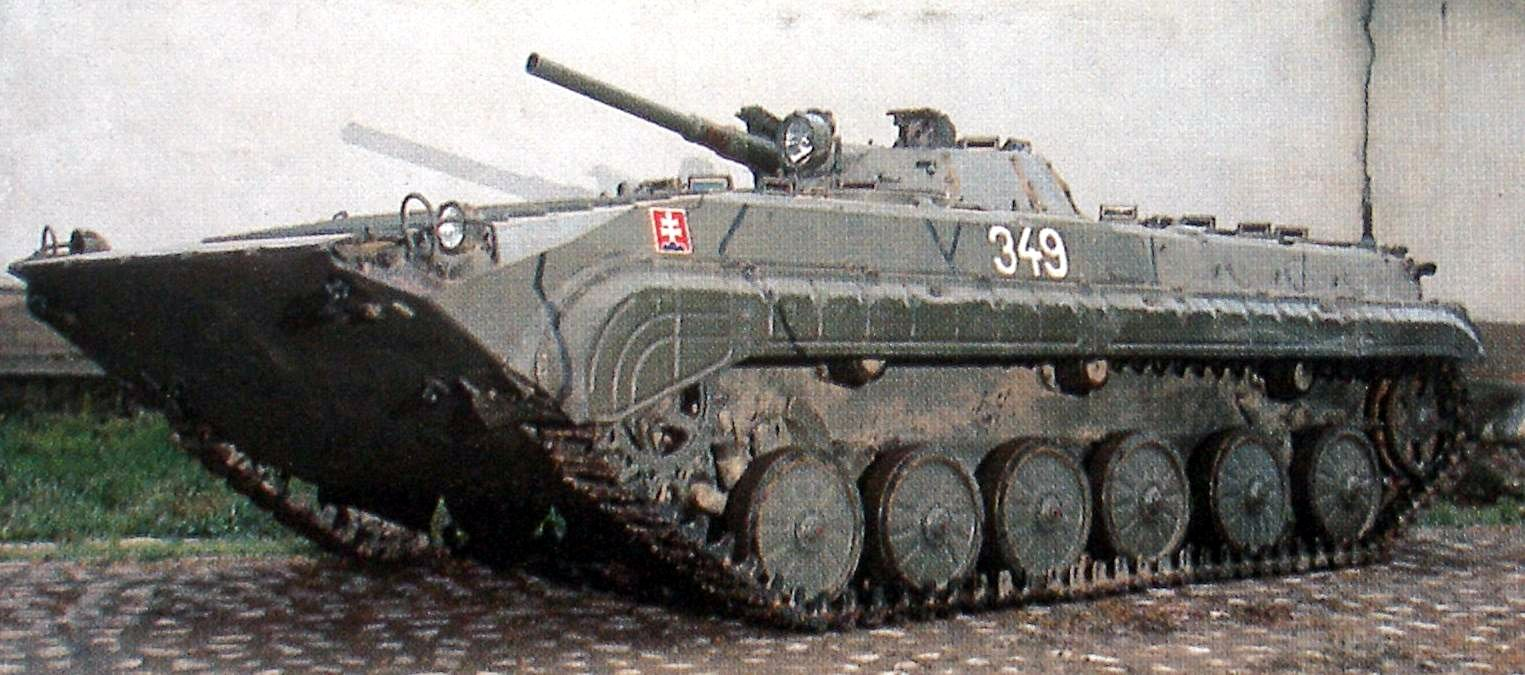
BVP-1 Slovenské armády

- maximální rychlost: na silnici 65 km/h, v terénu 45 km/h, rychlost plavby 7 km/h
- výrobci: ZTS Dubnica nad Váhom a PPS Detva
- překročivost (šířka příkopu): 2,5 m
- výstupnost (výška překážky): 0,7 m